# Palazzo Wedekind

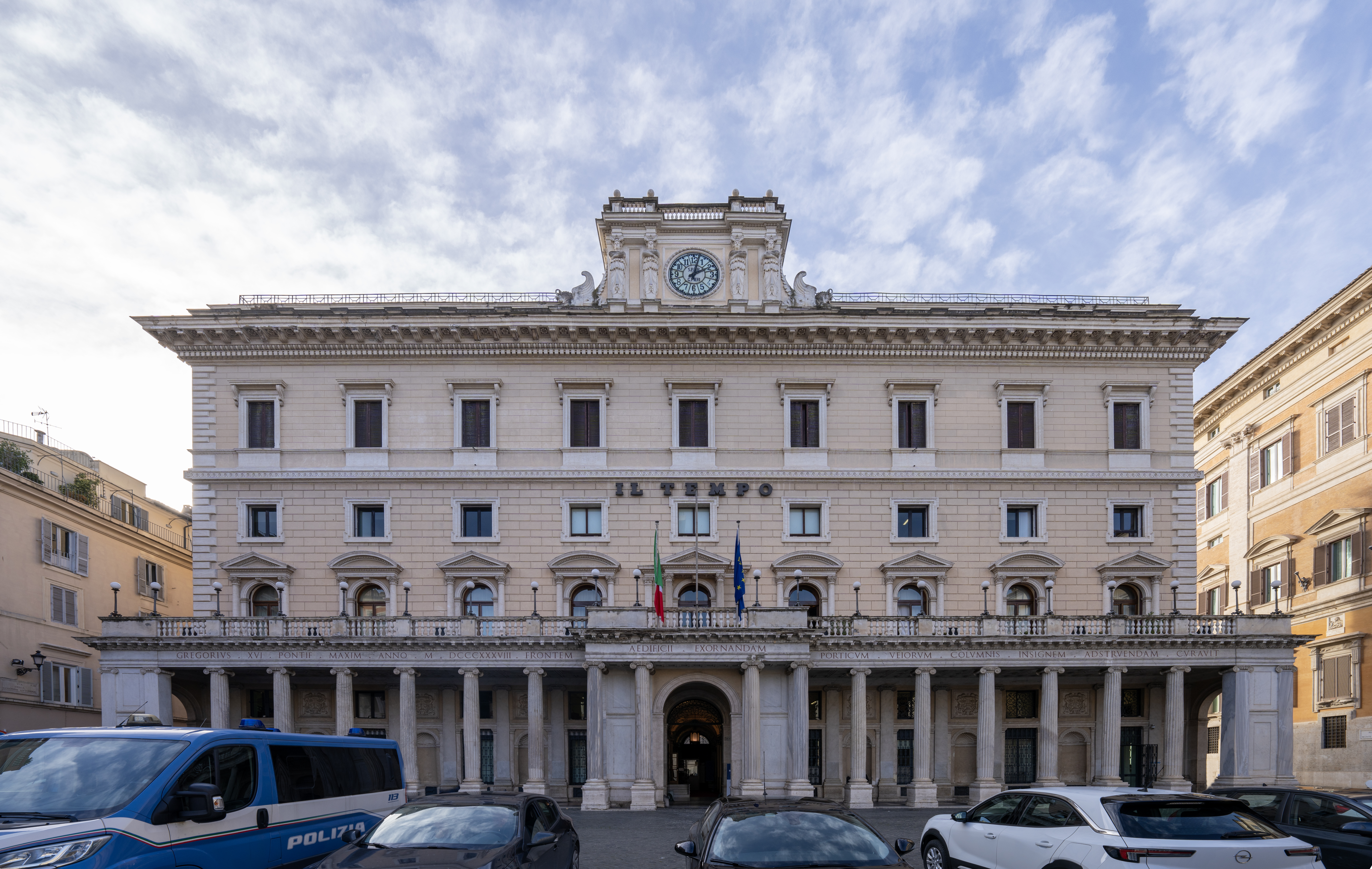
Palazzo Wedekind

Der Palazzo Wedekind ist ein bedeutendes Stadtpalais in Rom.

## Lage
Der Palazzo Wedekind liegt in der Stadtmitte an der Piazza Colonna und der dortigen Marc-Aurel-Säule. In direkter Nachbarschaft befinden sich der Palazzo Chigi, Sitz des italienischen Ministerpräsidenten, und der Palazzo Montecitorio, Sitz der Abgeordnetenkammer. Der Palazzo ist heute Eigentum des italienischen Sozialversicherungsträgers INPS, dessen Leitung dort untergebracht ist. Eine Etage ist an die Zeitung il tempo vermietet.

## Geschichte

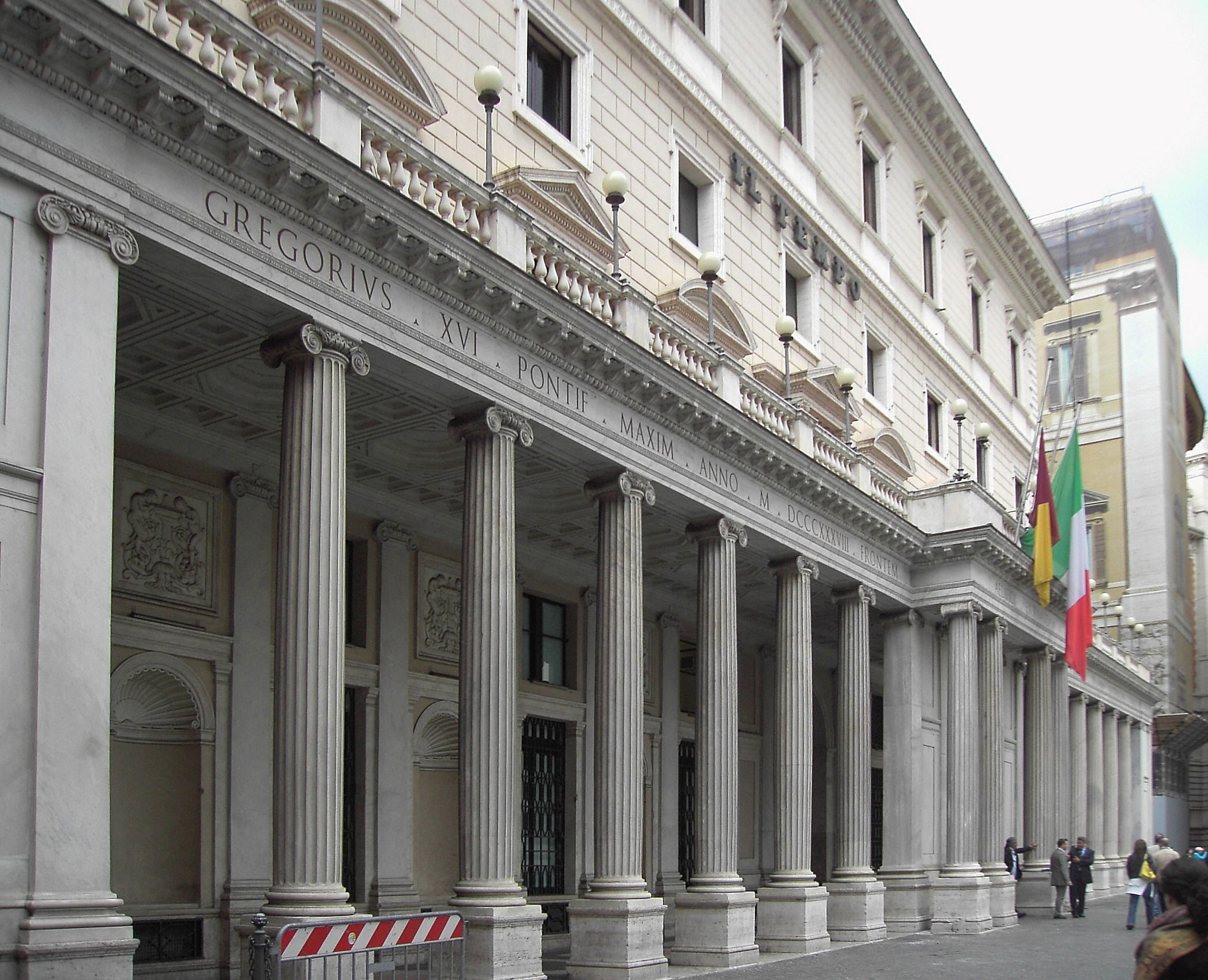
Kolonnade

Der Palazzo hat eine wechselvolle Geschichte. Seinen Namen erhielt er, obwohl 1659 für die Bologneser Patrizierfamilie Ludovisi erbaut, erst im 19. Jahrhundert. Lange Zeit diente er als Sitz des Vizegerenten des Kardinalvikars von Rom, ab 1814 dann als Sitz der Generaldirektion der Post des Kirchenstaates. 
Unter Papst Gregor XVI. wurde der Palazzo erheblich umgestaltet. Dieser von Pietro Camporese d. J. durchgeführte Umbau nach Plänen von Giuseppe Valadier ist kunstgeschichtlich bedeutsam, weil dabei zwölf Säulen eingebaut wurden, die von den Ruinen von Veji stammten. Er ist damit der letzte große römische Palazzo, bei dem antike Bauelemente verwendet wurden. Die das Eingangstor flankierenden zwei Säulen sind dagegen aus späterer Zeit. Sie stammen von der 1823 abgebrannten Basilika Sankt Paul vor den Mauern.
Nach der Beseitigung des Kirchenstaates durch das Königreich Italien wurde das Gebäude dem italienischen Bildungsministerium vorübergehend als Dienstsitz zugeteilt. Später erwarb der deutsch-italienische Kaufmann Karl Wedekind den Palazzo und verlegte den Sitz seines Bankhauses dorthin. Unter Karl Wedekind wurde das Gebäude im Inneren nach Plänen des Architekten Giovanni Battista Giovenale (1848–1934), später Präsident der Accademia di San Luca, umgestaltet. 
Im weiteren Verlauf richtete sich im Erdgeschoss das Kaffeehaus Sommariva ein, das wegen der Säulen auch Caffè delle Colonne genannt wurde und wegen der Kellnerinnen und ihrer bayerischen Tracht große Beliebtheit genoss. Ansonsten befanden sich in dem Palazzo verschiedene andere Organisationen, darunter eine Journalistenvereinigung.
Ab September 1943 diente der Palazzo Wedekind als Hauptquartier der faschistischen Partei, nach der Befreiung Roms im Juni 1944 dann als Sitz des Nationalen Befreiungskomitees. Nach dem Krieg wurde der Palazzo Eigentum einer Immobiliengesellschaft des Sozialversicherungsträgers INPS. Bekannt wurde das Gebäude in der Nachkriegszeit jedoch als Sitz der römischen Tageszeitung il tempo, an die es vermietet war. 2015 reduzierte die Zeitung die Nutzung aus Kostengründen auf die dritte Etage. In den Piano nobile zog der INPS-Direktor mit seinem Leitungsstab ein.